# اوا سونت
بئاتا کورنیا دومبروفسکا (لهستانی: Beata Kornelia Dąbrowska؛ ‏ [bɛˈata kɔrˈnɛlja dɔmˈbrɔ(f)ska]؛ ‏ زادهٔ ۸ مارس ۱۹۸۵) مشهور به اِوا سونت (لهستانی: Ewa Sonnet؛ ‏[ɛva ˈsɔnɛt])  خواننده موسیقی پاپ، و مدل عکاسی گلامور اهل لهستان است.
وی کارش را با مدلینگ برای ولگاه مشهور Busty.pl آغاز کرد و موضوع مناقشات متعددی در مورد استفاده غیرمجاز از تصویر او در فرهنگ مردمی بوده‌است.